# Telfs Patriots 2023
Questa voce raccoglie le informazioni riguardanti i Telfs Patriots nelle competizioni ufficiali della stagione 2023.

## Maschile

### Prima squadra

#### Austrian Football League 2023

##### Stagione regolare
| Telfs 1º aprile 2023, ore 16:00 1ª giornata | Telfs Patriots | 7 – 42 (0-14 0-21 7-0 0-7) referto | Graz Giants | Sportzentrum Telfs |

| Traun 15 aprile 2023, ore 18:00 2ª giornata | Traun Steelsharks | 14 – 24 (0-0 0-17 7-0 7-7) referto | Telfs Patriots | Sportzentrum Traun (720 spett.) |

| Telfs 22 aprile 2023, ore 16:00 3ª giornata | Telfs Patriots | 13 – 21 (7-7 6-7 0-7 0-0) referto | AFC Rangers Mödling | Sportzentrum Telfs (550 spett.) |

| Innsbruck 29 aprile 2023, ore 18:00 4ª giornata | Tirol Raiders | 19 – 16 (6-6 0-7 7-3 6-0) referto | Telfs Patriots | Football Bundes Leistungs Zentrum (973 spett.) |

| Vienna 21 maggio 2023, ore 15:00 6ª giornata | Vienna Vikings | 52 – 3 (14-3 28-0 3-0 7-0) referto | Telfs Patriots | Footballzentrum Ravelin |

| Telfs 27 maggio 2023, ore 18:30 Recupero 5ª giornata | Telfs Patriots | 7 – 43 (0-26 7-7 0-10 0-0) referto | Prague Black Panthers | Sportzentrum Telfs |

| Telfs 3 giugno 2023, ore 16:00 7ª giornata | Telfs Patriots | 50 – 14 (7-7 15-0 14-0 14-7) referto | Styrian Bears | Sportzentrum Telfs |

| Salisburgo 11 giugno 2023, ore 15:00 8ª giornata | Salzburg Ducks | 52 – 44 (8-14 14-16 23-6 7-8) referto | Telfs Patriots | Max Aicher Stadion (1080 spett.) |

| Telfs 17 giugno 2023, ore 16:00 9ª giornata | Telfs Patriots | 13 – 35 (7-7 0-14 6-14 0-0) referto | Vienna Dragons | Sportzentrum Telfs (250 spett.) |

| Praga 1º luglio 2023, ore 15:00 10ª giornata | Prague Black Panthers | 35 – 0 (a tavolino) referto | Telfs Patriots | Stadion SK Prosek |

#### Statistiche di squadra
| Competizione      | %Vittorie | In casa | In casa | In casa | In casa | In casa | In casa | In trasferta | In trasferta | In trasferta | In trasferta | In trasferta | In trasferta | Totale | Totale | Totale | Totale | Totale | Totale |
| Competizione      | %Vittorie | G       | V       | N       | P       | Pf      | Ps      | G            | V            | N            | P            | Pf           | Ps           | G      | V      | N      | P      | Pf     | Ps     |
| ----------------- | --------- | ------- | ------- | ------- | ------- | ------- | ------- | ------------ | ------------ | ------------ | ------------ | ------------ | ------------ | ------ | ------ | ------ | ------ | ------ | ------ |
| Stagione regolare | .200      | 5       | 1       | 0       | 4       | 90      | 155     | 5            | 1            | 0            | 4            | 87           | 172          | 10     | 2      | 0      | 8      | 177    | 327    |
| Totale            | .200      | 5       | 1       | 0       | 4       | 90      | 155     | 5            | 1            | 0            | 4            | 87           | 172          | 10     | 2      | 0      | 8      | 177    | 327    |

#### Statistiche personali

##### Marcatori
| Giocatore  | Ruolo | TD rush | TD recv | TD int | TD p.ret | TD k.ret | TD oth | Xp1 | Xp2 | FG | Saf | Totale |
| ---------- | ----- | ------- | ------- | ------ | -------- | -------- | ------ | --- | --- | -- | --- | ------ |
| R. Johnson |       | 0       | 11      | 0      | 0        | 0        | 0      | 0   | 1   | 0  | 0   | 68     |
| Nanni      |       | 0       | 6       | 0      | 0        | 0        | 0      | 0   | 0   | 0  | 0   | 36     |
| Ladner     |       | 0       | 0       | 0      | 0        | 0        | 0      | 14  | 1   | 6  | 0   | 34     |
| Patalas    |       | 0       | 3       | 1      | 0        | 0        | 0      | 0   | 0   | 0  | 0   | 24     |
| Danler     |       | 1       | 0       | 0      | 0        | 0        | 0      | 0   | 0   | 0  | 0   | 6      |
| Fadini     |       | 1       | 0       | 0      | 0        | 0        | 0      | 0   | 0   | 0  | 0   | 6      |
| Cosgun     |       | 0       | 0       | 0      | 0        | 0        | 0      | 0   | 1   | 0  | 0   | 2      |
| ?          |       | 0       | 0       | 0      | 0        | 0        | 0      | 1   | 0   | 0  | 0   | 1      |

##### Passer rating
| Giocatore  | G | Att | Comp | Int | Yds  | TD | NFL    | NCAA   |
| ---------- | - | --- | ---- | --- | ---- | -- | ------ | ------ |
| Ellis      | 5 | 162 | 97   | 3   | 1267 | 14 | 105,66 | 150,39 |
| Fadini     | 5 | 79  | 31   | 3   | 591  | 4  | 67,01  | 111,19 |
| R. Johnson | 2 | 14  | 3    | 0   | 45   | 1  | 64,29  | 72,00  |
| Danler     | 2 | 2   | 1    | 0   | 40   | 0  |        |        |
| Ladner     | 1 | 1   | 0    | 0   | 0    | 0  |        |        |

### Seconda squadra

#### AFL - Division III 2023

##### Stagione regolare
| Telfs 25 marzo 2023, ore 14:00 1ª giornata | Telfs Patriots 2 | 6 – 46 (0-13 0-27 0-6 6-0) referto | Predators Steyr | Sportzentrum Telfs (300 spett.) |

| Sarling 9 aprile 2023, ore 14:00 3ª giornata | Mostviertel Bastards | 30 – 0 (30-0 0-0 0-0 0-0) referto | Telfs Patriots 2 | Danube-Field |

| Telfs 22 aprile 2023, ore 12:00 Recupero 4ª giornata | Telfs Patriots 2 | 14 – 20 (7-7 0-7 0-6 7-0) referto | Tirol Raiders 2 | Sportzentrum Telfs |

| Goldwörth 29 aprile 2023, ore 15:30 5ª giornata | Goldwörth Raccoons | 56 – 6 referto | Telfs Patriots 2 | Fußballplatz SV Goldwörth |

| Telfs 27 maggio 2023, ore 16:00 8ª giornata | Telfs Patriots 2 | 0 – 35 (a tavolino) referto | Goldwörth Raccoons | Sportzentrum Telfs |

| Innsbruck 10 giugno 2023, ore 18:00 9ª giornata | Tirol Raiders 2 | 36 – 0 (7-0 13-0 16-0 0-0) referto | Telfs Patriots 2 | Football Bundes Leistungs Zentrum |

| Telfs 17 giugno 2023, ore 12:00 10ª giornata | Telfs Patriots 2 | 0 – 35 (a tavolino) referto | Mostviertel Bastards | Sportzentrum Telfs |

| Steyr 24 giugno 2023, ore 14:00 11ª giornata | Predators Steyr | 35 – 0 (a tavolino) referto | Telfs Patriots 2 | LAC Steyr |

#### Statistiche di squadra
| Competizione      | %Vittorie | In casa | In casa | In casa | In casa | In casa | In casa | In trasferta | In trasferta | In trasferta | In trasferta | In trasferta | In trasferta | Totale | Totale | Totale | Totale | Totale | Totale |
| Competizione      | %Vittorie | G       | V       | N       | P       | Pf      | Ps      | G            | V            | N            | P            | Pf           | Ps           | G      | V      | N      | P      | Pf     | Ps     |
| ----------------- | --------- | ------- | ------- | ------- | ------- | ------- | ------- | ------------ | ------------ | ------------ | ------------ | ------------ | ------------ | ------ | ------ | ------ | ------ | ------ | ------ |
| Stagione regolare | .000      | 4       | 0       | 0       | 4       | 20      | 136     | 4            | 0            | 0            | 4            | 6            | 157          | 8      | 0      | 0      | 8      | 26     | 293    |
| Totale            | .000      | 4       | 0       | 0       | 4       | 20      | 136     | 4            | 0            | 0            | 4            | 6            | 157          | 8      | 0      | 0      | 8      | 26     | 293    |

## Femminile

### AFL - Division Ladies 2023

#### Stagione regolare
| Salisburgo 26 agosto 2023, ore 14:00 CEST 1ª giornata | Salzburg Ducks Ladies | 20 – 33 (13-14 7-13 0-0 0-6) referto | Telfs Patriots Ladies /Schwaz Hammers Ladies | Ducks Pond |

| Telfs 3 settembre 2023, ore 13:00 CEST 2ª giornata | Telfs Patriots Ladies/ Schwaz Hammers Ladies | 6 – 46 (0-16 6-18 0-6 0-6) referto | Vienna Vikings Ladies | Sportzentrum Telfs (300 spett.) |

| Telfs 15 ottobre 2023, ore 13:00 CEST 3ª giornata | Telfs Patriots Ladies/ Schwaz Hammers Ladies | 39 – 0 (13-0 7-0 12-0 7-0) referto | Sankt Gallen Bears | Sportzentrum Telfs |

| Telfs 22 ottobre 2023, ore 13:00 CEST 4ª giornata | Telfs Patriots Ladies/ Schwaz Hammers Ladies | 63 – 34 (0-6 35-15 14-7 14-6) referto | Salzburg Ducks Ladies | Sportzentrum Telfs |

| Vienna 28 ottobre 2023, ore 10:00 CEST 5ª giornata | Vienna Vikings Ladies | 36 – 13 (6-7 14-0 16-6 0-0) referto | Telfs Patriots Ladies/ Schwaz Hammers Ladies | Footballzentrum Ravelinstraße |

| San Gallo 5 novembre 2022, ore 14:00 CEST 6ª giornata | Sankt Gallen Bears | 12 – 7 referto | Telfs Patriots Ladies/ Schwaz Hammers Ladies | Stadion Gründenmoos |

#### Playoff
| Vienna 19 novembre 2023, ore 14:00 Ladies Bowl | Vienna Vikings Ladies | 58 – 0 (26-0 20-0 6-0 6-0) referto | Telfs Patriots Ladies/ Schwaz Hammers Ladies | Footballzentrum Ravelinstraße |

### Statistiche di squadra
| Competizione      | %Vittorie | In casa | In casa | In casa | In casa | In casa | In casa | In trasferta | In trasferta | In trasferta | In trasferta | In trasferta | In trasferta | Totale | Totale | Totale | Totale | Totale | Totale |
| Competizione      | %Vittorie | G       | V       | N       | P       | Pf      | Ps      | G            | V            | N            | P            | Pf           | Ps           | G      | V      | N      | P      | Pf     | Ps     |
| ----------------- | --------- | ------- | ------- | ------- | ------- | ------- | ------- | ------------ | ------------ | ------------ | ------------ | ------------ | ------------ | ------ | ------ | ------ | ------ | ------ | ------ |
| Stagione regolare | .500      | 3       | 2       | 0       | 1       | 108     | 80      | 3            | 1            | 0            | 2            | 53           | 68           | 6      | 3      | 0      | 3      | 161    | 148    |
| Playoff           | .000      | 0       | 0       | 0       | 0       | 0       | 0       | 1            | 0            | 0            | 1            | 0            | 58           | 1      | 0      | 0      | 1      | 0      | 58     |
| Totale            | .571      | 3       | 2       | 0       | 1       | 108     | 80      | 4            | 1            | 0            | 3            | 53           | 126          | 7      | 3      | 0      | 4      | 161    | 206    |